# Ein Baum wächst in Brooklyn
Ein Baum wächst in Brooklyn (englisch A Tree Grows in Brooklyn) ist ein US-amerikanisches Filmdrama aus dem Jahr 1945 und zugleich das Erstlingswerk von Elia Kazan als Filmregisseur. Er basiert auf dem gleichnamigen, teilweise autobiografischen Bestseller-Roman von Betty Smith aus dem Jahr 1943, der für den Pulitzer-Preis nominiert wurde und bis heute in den USA eine hohe Bekanntheit hat. Sowohl Roman als auch Film zeichnen ein Stimmungsbild des Arme-Leute-Lebens im Brooklyn der ersten Jahrzehnte des 20. Jahrhunderts. In Deutschland war die TV-Premiere Heiligabend am 24. Dezember 1974.

## Handlung
Brooklyn in den frühen 1910er-Jahren: Das Ehepaar Nolan lebt hier mit seinen beiden Kindern Francie und Neely unter dürftigen Umständen. Der gutherzige, aber verträumte Familienvater Johnny Nolan arbeitet als Singkellner und hofft auf seinen unwahrscheinlichen Durchbruch als Sänger, kann mit seinen Gelegenheitsjobs seine Familie aber kaum durchbringen und hat ein Alkoholproblem. Mutter Katie muss daher mit einer Putzstelle und die Kinder mit diversen Tätigkeiten wie Schrottsammeln zum Unterhalt beitragen. Das Ehepaar ist sich der unterschiedlichen Charaktere wegen zunehmend fremd geworden, denn durch die wirtschaftlichen Zwänge musste sich Katie einen härteren, dafür realistischeren Weltblick als ihr Ehemann aneignen. Als Katie etwa erfährt, dass ihre lebenslustige und etwas laszive Schwester Sissy zum dritten Mal geheiratet hat, bricht sie wegen des guten Rufes der Familie zeitweise den Kontakt zu ihrer Schwester ab, was Johnny und die Kinder nicht verstehen können.
Zwischen Johnny Nolan und seiner Tochter Francie besteht dagegen ein ungetrübtes Verhältnis, vor allem da sie dessen Talent zum Fabulieren von Geschichten schätzt. Francie liebt das Lesen, das Musizieren und das Schreiben von Geschichten. Insbesondere Johnny setzt sich dafür ein, dass seine Tochter sich entfalten kann. Er fälscht ihre Adresse, damit sie auf eine bessere Schule als die im Arbeiterviertel gehen kann. Unterdessen sorgt Katie dafür, dass die Familie in die leergewordene Wohnung der Witwe Mrs. Waters zieht, die kleiner, höhergelegener und daher viel günstiger ist. Johnny kann den Umzug nicht verstehen, doch der Grund stellt sich bald heraus: Katie ist schwanger und sorgt sich um die wirtschaftliche Zukunft der Familie. Da unterdessen auch Sissy von ihrem Ehemann Steve schwanger geworden ist, versöhnen sich die beiden Schwestern wieder.
Am Weihnachtsabend erfährt Johnny Nolan von der Schwangerschaft und spürt dabei, dass ihm die Rolle als wirtschaftlicher Versorger nicht zugetraut wird. Katie überlegt wegen des Neugeborenen sogar, ihre Kinder von der Schule zu nehmen, damit diese zusätzliches Geld verdienen können. Francie erzählt ihrem Vater in einem harmonischen und intensiven Gespräch, dass ihre Lehrerin ihr gesagt habe, sie könne ruhig Geschichten erfinden und niederschreiben, aber diese müssten zumindest etwas in der Realität verwurzelt sein, da sie sonst nur Hirngespinste seien. Der Vater verliert erstmals seine Zuversicht und sucht daraufhin tagelang nach einem Job, erkrankt aber in den kalten Straßen Brooklyns und stirbt an einer Lungenentzündung.
Mit Zähigkeit und nicht zu besiegendem Lebensmut gelingt es der Familie Nolan, dennoch weiterzumachen. Die beiden Kinder arbeiten nach der Schule in einer Kneipe für vier Dollar die Woche. Tante Sissy bringt nach vielen Fehlgeburten im Krankenhaus endlich ein lebendes Kind zur Welt. Auch Katie bekommt ihr Kind – allerdings nur in der Wohnung, da alles andere zu teuer wäre – unter Mithilfe von Francie, Sissy und der Großmutter. Im folgenden Juni machen Francie und Neely beide ihren Schulabschluss. Sissy übergibt Francie einen Brief, den ihr Vater vor seinem Tod für ihren zukünftigen Schulabschluss geschrieben hatte. Francie lässt die angestaute Trauer mehrerer Monate heraus und wird von Sissy getröstet. Nach der Schulzeremonie fragt ein Freund von Neeley Francie nach einem Kinobesuch, was ihr erstes Date mit einem Jungen darstellt. Schließlich fasst sich auch Officer McShane, der freundliche und schüchterne Polizist aus der Nachbarschaft, ein Herz und macht Katie einen Heiratsantrag. Sie nimmt an und auch die Kinder geben ihre Einwilligung.

## Hintergrund
Betty Smiths Buch behandelt das Aufwachsen von Francie Nolan von ihrer Geburt bis in ihr 17. Lebensjahr. Der Film konzentriert sich hingegen nur auf eine Zeitspanne von rund einem Jahr, in der Francie etwa 13 Jahre alt ist.
James Dunn erhielt die Rolle des Vaters, für die er später den Oscar erhalten sollte, erst nach zwei Testaufnahmen: Die erste Testaufnahme wurde früh gemacht, die zweite erst, als abzusehen war, dass kein Topstar für die Rolle des Johnny gewonnen werden konnte. Für Dunn, dessen größte Filmerfolge in den 1930er-Jahren bereits länger zurücklagen, war es sein erster Film für ein großes Hollywood-Studio seit fünf Jahren. Wie seine Leinwandfigur hatte Dunn mit Alkoholproblemen zu kämpfen, die seine Karriere beeinträchtigten.
Der für Buch und Film titelgebende Baum spielt auf den Baum in der Nachbarschaft der Nolans an und ist ein Symbol für die Themen des Romans: Der Baum wird zur Besorgnis der Kinder gestutzt, woraufhin der Vater ihnen erklärt, dass dieser Vorgang normal ist und gemacht wird, damit der Baum wieder wachsen kann. In der Schlussszene des Filmes, als es für die Familie nach ihren Schwierigkeiten langsam wieder aufwärts geht und die Kinder deutlich reifer geworden sind, bemerken Francie und Neely, dass der Baum wieder austreibt.

## Kritiken
Bosley Crowther in der New York Times vom 1. März 1945 lobte, dass 20th Century Fox eine „bemerkenswert harmonische“ Adaption von Smiths gefühlvollem Buch gelungen sei. Der Film müsse zwar gegenüber dem Buch an einigen Stellen kürzen und straffen, aber die Essenz von diesem sei enthalten. Peggy Ann Garner bringe die Figur der Francie Nolan zum Leben und James Dunn spiele den Vater mit „tiefer und sympathischer Zärtlichkeit“. Die Chemie in den Szenen zwischen Vater und Tochter sei außergewöhnlich gelungen. Zu den besten Szenen zählt Crowther die, in denen Francine von ihrem Vater in die bessere Schule geschmuggelt wird. Auch Dorothy McGuire entwickele eine differenzierte und nuancierte Darstellung der Mutter, überhaupt sei die Besetzung bis in die kleineren Nebenrollen „allgemein exzellent“. Elia Kazan habe seinen Debütfilm mit einer „einfachen Natürlichkeit“ inszeniert, die den Zuschauer auf ernste Weise berühre.

„Von humanem Geist geprägter Erstlingsfilm von Elia Kazan, episch breit inszeniert, überzeugend in Milieu- und Charakterzeichnung und gut gespielt.“

## Auszeichnungen
James Dunn erhielt für seine Darstellung des Familienvaters Johnny Nolan den Oscar als Bester Nebendarsteller; außerdem wurde Peggy Ann Garner für ihre Darstellung der Francie Nolan mit einem Juvenile Award (ein in der Filmgeschichte nur zwölfmal vergebener Ehrenoscar für jugendliche Darsteller) geehrt. Außerdem erhielt der Film eine Nominierung in der Kategorie Bestes adaptiertes Drehbuch.
Im Jahr 2010 wurde der Film in das National Film Registry aufgenommen, mit der Begründung, er sei „kulturell, historisch oder ästhetisch signifikant“.